# Radhames Liz
Pour les articles homonymes, voir Liz.
Radhames Corey Liz (né le 6 octobre 1983 à El Seibo en République dominicaine) est un lanceur droitier de baseball.
Il évolue dans la Ligue majeure de baseball pour les Orioles de Baltimore de 2007 à 2009 et pour les Pirates de Pittsburgh en 2015.
De 2011 à 2013, Liz s'aligne avec les LG Twins de l'Organisation coréenne de baseball. Utilisé comme lanceur partant dans 87 de ses 94 matchs joués il remporte 26 victoires contre 38 défaites et maintient une moyenne de points mérités de 3,51 en 518 manches et deux tiers lancées au total lors de ces trois saisons. Il est particulièrement efficace à sa dernière année en 2013, avec une moyenne de 3,06 en 202 manches et deux tiers lancées lors de 32 départs.
Après être revenu en 2015 dans le baseball majeur après presque 6 ans d'absence et avoir disputé 14 matchs pour Pittsburgh, Liz s'envole pour le Japon et rejoint pour 2016 les Tohoku Rakuten Golden Eagles de la Ligue du Pacifique